# アレクサンダー・サラス・アラヤ
アレクサンダー・サラス・アラヤ（スペイン語: Alexander Salas Araya、1959年 - ）は、コスタリカの政治家、大使。コスタリカ大学およびデンバー大学出身。下院議員、住宅・人間居住省（MIVAH）副大臣、駐日大使、在ウルグアイ大使などの要職を歴任。2005年から2006年および2019年以降、駐日大使を務めている。日本語に堪能。
サラス大使は、平成と令和の二度にわたって信任状を捧呈した初の駐日大使である。

## 経歴
1987年から1988年にかけて、国際協力機構（JICA）フェローとして日本で中小企業振興のためのフィジビリティスタディ（F／S）と行政慣行を研究。
1994年から1998年にかけて下院議員。
1998年から1999年にかけて、住宅都市開発公庫（INVU）理事長。1999年から2000年にかけて、住宅・人間居住省（MIVAH）副大臣。2000年から2002年にかけて、国立学習研究所（INA）管理マネージャー。
2002年から2005年にかけて在ウルグアイ大使。2005年から2006年にかけて駐日大使（信任状捧呈は9月13日）。
一度目の駐日大使離任後は、生活拠点を日本に置いて国際問題に関する提言や多文化イベントの開催、スペイン語教育などに従事。
2019年7月10日、コスタリカ政府より駐日大使に再任される。同年10月22日、皇居正殿松の間で今上天皇の即位礼正殿の儀が執り行われ、クラウディア・ドブレス・カマルゴ大統領夫人と共に参列した。同年12月19日、皇居で信任状を捧呈した。
2020年8月6日、原爆投下から75年目を迎える広島で開催された平和記念式典に参列し、原爆死没者への哀悼と平和への祈りを捧げた。